# Liliane Maigné
Pour les articles homonymes, voir Maigne.
Liliane Maigné, née le 1er mars 1928 à Paris 10e et morte le 20 décembre 2004 à Limoges, est une actrice française.

## Biographie
Liliane Henriette Maigné naît le 1er mars 1928 à Paris. Elle est la fille d'André Maigné et de Madeleine Paroissien.
Actrice de théâtre et de cinéma de 1939 à 1954.
En 1950, Liliane Maigné épouse le scénariste Jean-Charles Tacchella dont elle divorce en 1956.De cette union sont nés deux enfants, Xavier Tacchella, né en 1951 (auteur), et Bertrand Tacchella, né en 1954 (peintre).Vers 1960, elle épouse le journaliste Georges Bosch-Stein.
De 1995 à 2000, elle tient un débit de boisson à Lavignac (Haute-Vienne).
Elle passe la fin de sa vie discrètement à Châlus (Haute-Vienne).
Elle meurt le 20 décembre 2004 à Limoges, à l'âge de 76 ans. Elle y est incinérée le 22 décembre.

## Filmographie
- 1941 : Notre Dame de la Mouise de Robert Péguy
- 1943 : Le Corbeau d'Henri-Georges Clouzot : Rolande Saillens
- 1944 : Cécile est morte de Maurice Tourneur : Nouchi Tivechy
- 1948 : Manon d'Henri-Georges Clouzot
- 1949 : Huit heures sous l'horloge de Fred Savdie
- 1949 : Au royaume des cieux de Julien Duvivier : Margot
- 1949 : On ne triche pas avec la vie (Docteur Louise) de René Delacroix et Paul Vandenberghe : Étiennette
- 1949 : La Maison du printemps de Jacques Daroy : Jacky
- 1952 : Nous sommes tous des assassins d’André Cayatte : Rachel
- 1952 : La Fête à Henriette de Julien Duvivier : la fille à la cigarette
- 1952 : Des quintuplés au pensionnat de René Jayet : Cécile
- 1955 : Le Dossier noir d’André Cayatte : Florence
- 1957 : En votre âme et conscience, épisode : L'Affaire Landru de Jean Prat
- 1958 : Péché de jeunesse de Louis Duchesne : Mlle Bourdin

## Théâtre
- Un déjeuner d'amoureux
- Monsieur Le Vent et Madame La Pluie
- Le Marchand de Venise
- Les amours de Dom Perlimplin
- Yerma
- Mississippi
- L'enfant et la foule
- Le vin du souvenir
- Le Barbier de Séville
- L'écume de la mer
- Peer Gynt
- Rosa la rose
- Carlos

- 1945 : La Maison de Bernarda Alba de Federico García Lorca, mise en scène Maurice Jacquemont, Studio des Champs-Élysées
- 1947 : La Maison de Bernarda Alba de Federico García Lorca, mise en scène Maurice Jacquemont, Théâtre des Célestins
- 1951 : La Maison de Bernarda Alba de Federico García Lorca, mise en scène Janine Guyon, Théâtre de l'Œuvre
- 1952 : Capitaine Badda de Jean Vauthier, mise en scène André Reybaz, Poche Montparnasse